# South Cle Elum (Washington)
South Cle Elum es una Pueblo ubicada en el condado de Kittitas en el estado estadounidense de Washington. En el año 2000 tenía una población de 457 habitantes y una densidad poblacional de 420,6 personas por km².

## Geografía
South Cle Elum se encuentra ubicada en las coordenadas 47°11′9″N 120°57′11″O / 47.18583, -120.95306.

## Demografía
Según la Oficina del Censo en 2000 los ingresos medios por hogar en la localidad eran de $45.833, y los ingresos medios por familia eran $53.750. Los hombres tenían unos ingresos medios de $35.625 frente a los $21.625 para las mujeres. La renta per cápita para la localidad era de $22.375. Alrededor del 6,6% de la población estaban por debajo del umbral de pobreza.